# 石川県西部緑地公園陸上競技場
石川県西部緑地公園陸上競技場（いしかわけんせいぶりょくちこうえん りくじょうきょうぎじょう）は、石川県金沢市の西部緑地公園内にある陸上競技場。球技場としても使用される。施設は石川県が所有し、一般財団法人石川県県民ふれあい公社が指定管理者として運営管理を行っている。

## 歴史
- 1985年：全国高校総合体育大会（インターハイ）メイン会場。
- 1991年：第46回国民体育大会（石川国体）、全国身体障害者スポーツ大会メイン会場。
- 1995年：Jリーグ公式戦開催のためナイター照明設備を設置。
- 1997年：バックスタンドおよびサイドスタンドの芝生席を座席に変更。大型映像装置設置。
- 2002年：日本陸上競技選手権大会会場。
- 2008年：野外ライブ「a-nation」開催、ラグビートップリーグ初開催。
- 2013年10月-2014年3月：改修工事を実施。内容はサッカーコートとして使用する場合の予備エリアを確保するため、跳躍用の助走路と砂場をトラックの外へ移設すると同時に、ドーピング検査室の設置など[2]。
- 2016年11月8日-2017年3月：芝の張り替え工事を実施。そのため、同年12月4日に行われたJ2・J3入れ替え戦：ツエーゲン金沢対栃木SCの第2戦は富山県総合運動公園陸上競技場で開催された。
- 2018年：大型映像装置を更新。縦約8.3メートル、横約23メートルで大きさは更新前と比べて約2.5倍となり「日本海（側）最大級」のスクリーンに新調され、ツエーゲン金沢のホーム開幕戦となった3月4日（対讃岐戦）にお披露目された[3]。

## 開催された主なイベント・大会

### 陸上競技
- 第86回日本陸上競技選手権大会（2002年）
- 石川県陸上競技選手権大会
- 石川県高等学校陸上競技対校選手権大会
- 全日本中学校通信陸上競技石川県大会
- 北信越中学校陸上競技大会

### サッカー
- 天皇杯 JFA 全日本サッカー選手権大会
- ツエーゲン金沢のホームゲーム(2023年まで)
- ガンバ大阪公式戦（2010年まで）

### ラグビー・アメフト
- ジャパンラグビートップリーグ

### その他
- 全国高校総合体育大会（1985年）
- 第46回国民体育大会（1991年）

## 施設概要
- 日本陸上競技連盟第1種公認
- トラック400m×9レーン
- 天然芝ピッチ
- 大型映像装置
- ナイター照明設備：4基

## アクセス

### バス
- 金沢駅西口バスターミナル2番乗り場より北陸鉄道バス「下安原」行で「袋畠西部緑地公園前」下車、徒歩5分[1][4]
- 金沢駅東口バスターミナル11番乗り場より北陸鉄道バス「「済生会病院」行で「西部緑地公園」下車、徒歩2分[1][4]

### 自動車
- 金沢駅から約15分[4]
- 北陸自動車道・金沢西ICより3-5分[1][4]（2 km）。

## ギャラリ

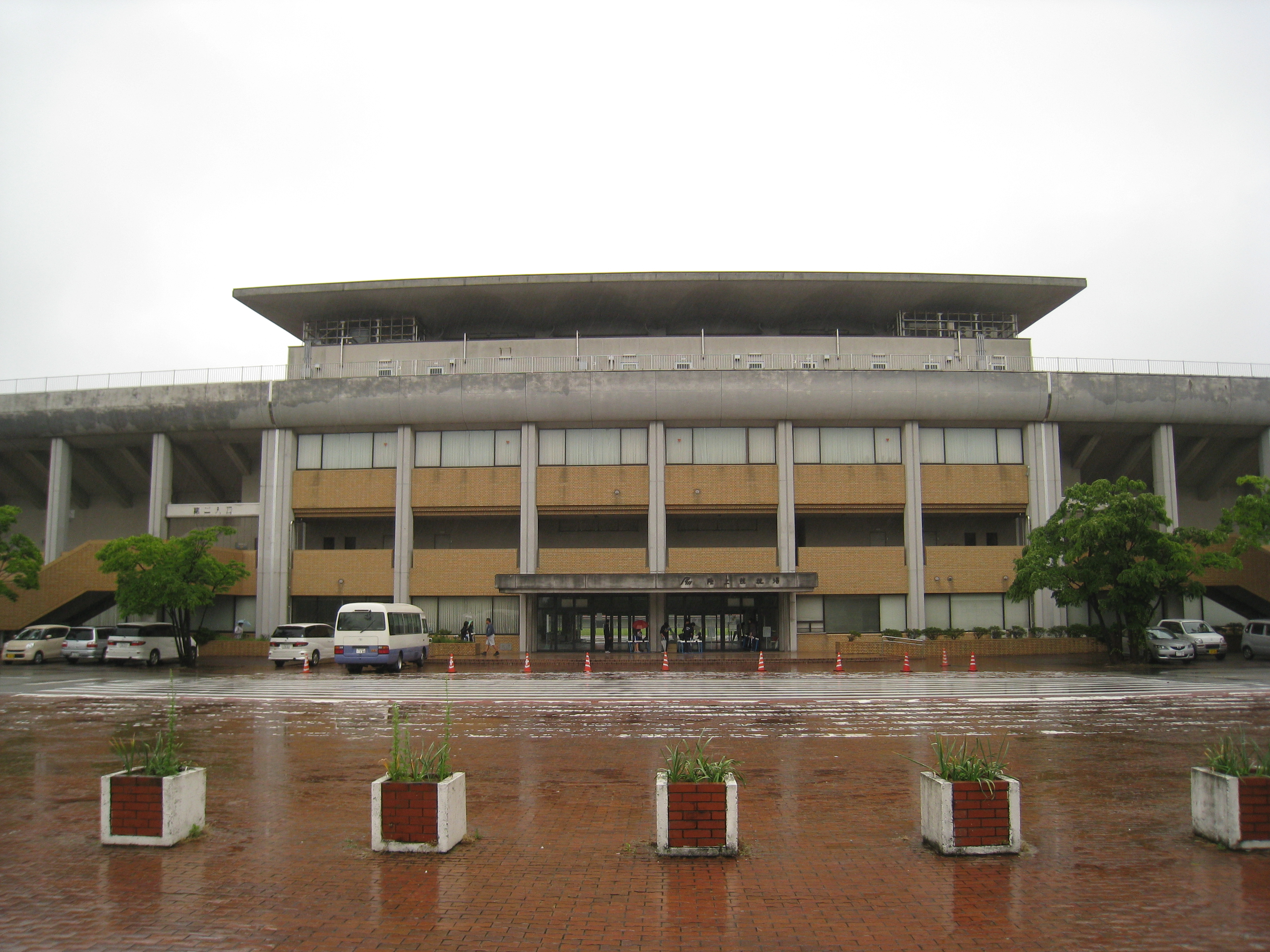
正門
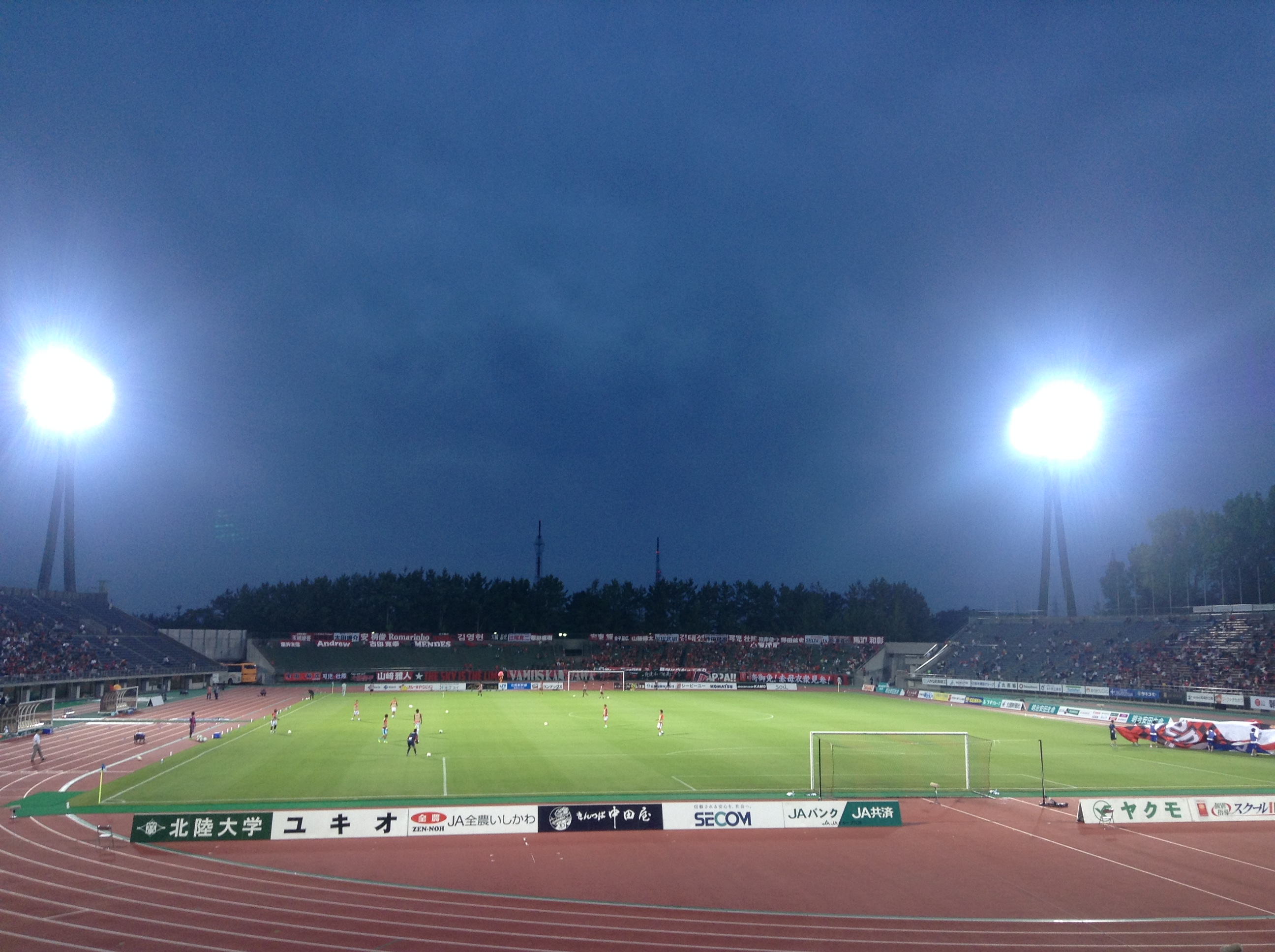
夜間照明点灯時
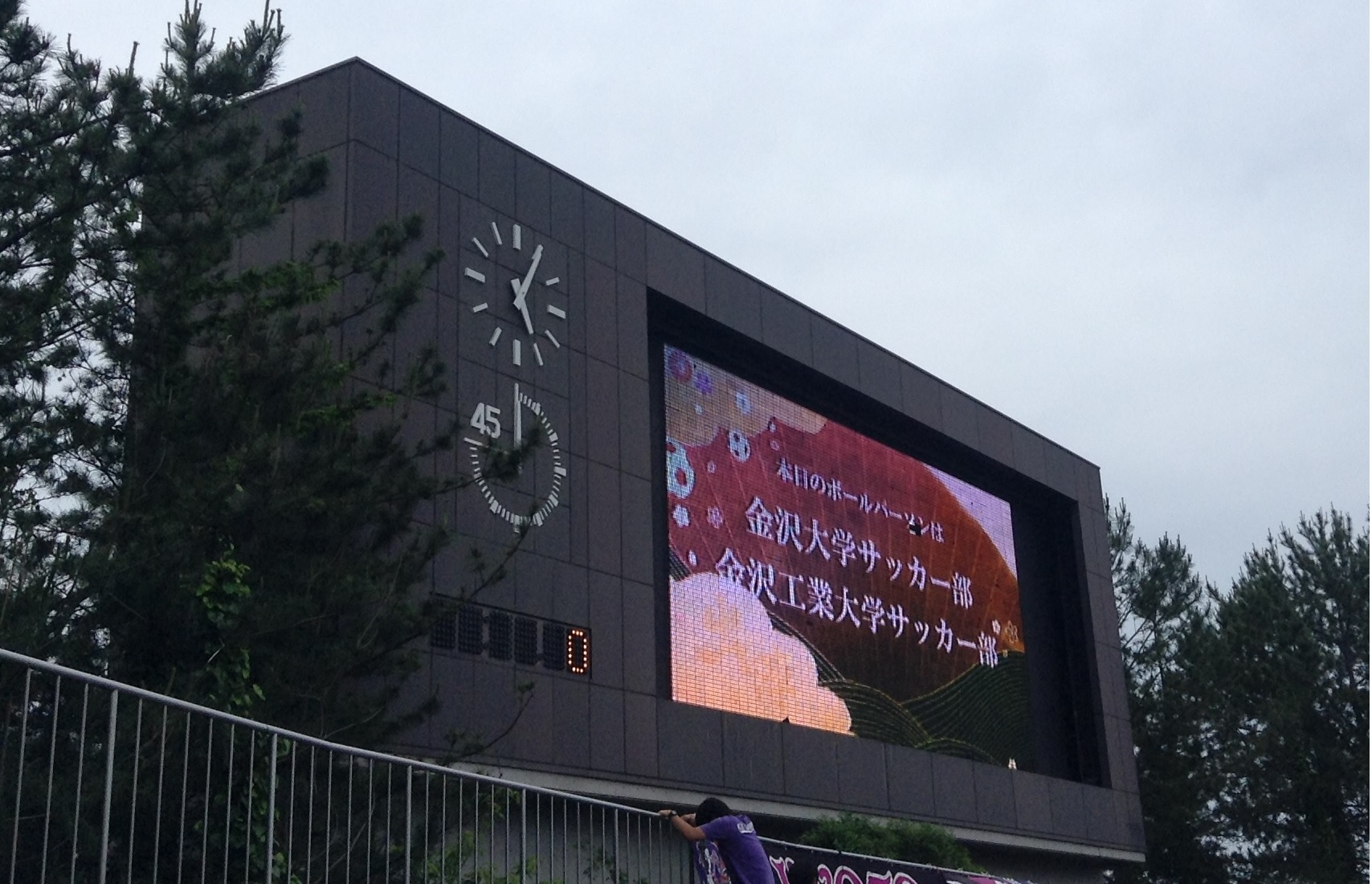
大型映像装置（2016年6月）
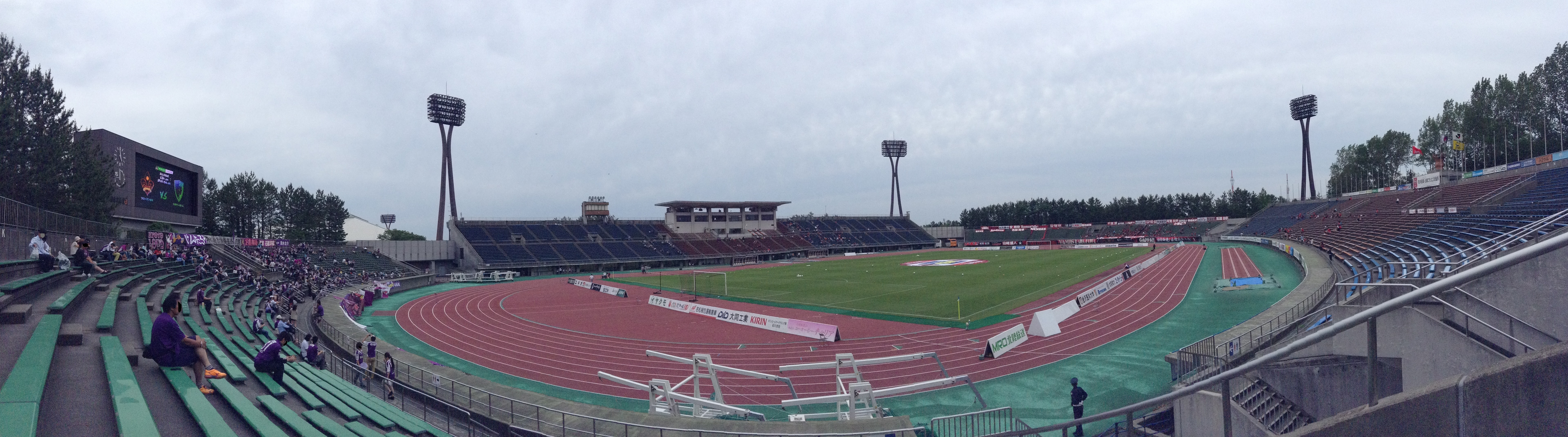
競技場の全景（2016年6月）

## 公園内その他の施設
- 石川県立野球場
- 石川県産業展示館ほか